# Edecón
Edecón o Edesco fue un régulo edetano que gobernó la gran ciudad de Edeta y su territorio en tiempos de la segunda guerra púnica. Se le describió como uno de los caudillos iberos más grandes, confederó a todas las ciudades de Edetania para pactar junto con Indíbil en el año 209 a. C. a Escipión el Africano en Tarraco (Tarragona), al que juró fidelidad si devolvía la libertad a su mujer y sus hijos presos en la ciudad cartaginesa de Qart Hadasht (Cartagena).  Más tarde quedaría aliado con el bando romano, recibiendo de estos el título de Rex (Rey).
En un texto de Polibio se lee:
| ...ΕΔΕΚΩΝΑ ΤΟΝ ΕΔΕΤΑΝΩΝ ΔΥΝΑΣΤΗΝ... |
| ...a Edecón, rey de los Edetanos... |